# Oleiros (Láncara)
Oleiros (llamada oficialmente San Martiño de Oleiros) es una parroquia y una aldea española del municipio de Láncara, en la provincia de Lugo, Galicia.

## Organización territorial
La parroquia está formada por siete entidades de población, constando seis de ellas en el nomenclátor del Instituto Nacional de Estadística español:
- Bouciñas (As Bouciñas)
- Couto (O Couto)
- Oleiros
- Reza (A Reza)
- San Martiño
- Xunqueira de Abaixo
- Xunqueira de Arriba

## Demografía

### Parroquia
| Gráfica de evolución demográfica de Oleiros (parroquia) entre 2000 y 2020 |
|                                                                           |
| Datos según el nomenclátor publicado por el INE.                          |

### Aldea
| Gráfica de evolución demográfica de Oleiros (aldea) entre 2000 y 2020 |
|                                                                       |
| Datos según el nomenclátor publicado por el INE.                      |